# Leucobryum polakowskyi
Leucobryum polakowskyi là một loài rêu trong họ Dicranaceae. Loài này được Müll. Hal. ex Besch. Cardot mô tả khoa học đầu tiên năm 1901.